# Chiesa di Santa Luciella ai Librai
La  Chiesa di Santa Luciella ai Librai è una delle chiese del centro storico di Napoli; è situata nell'omonima via, nei pressi della chiesa dei Santi Filippo e Giacomo e alle spalle della chiesa di San Gregorio Armeno.  

## Storia

### Le origini
La chiesa fu fondata poco prima del 1327 da Bartolomeo di Capua, giureconsulto e consigliere politico di Carlo II d'Angiò e di Roberto d'Angiò.
Nella Pianta Baratta risalente al 1629 risulta indicata come Cappella dell’Arte dei Molinari o Mulinari (mugnai o lavoratori presso un mulino).
Venne in seguito presa in custodia dai pipernieri, ossia coloro che lavoravano il piperno (il luogo è noto anche come chiesa dell'Arciconfraternita dell'Immacolata Concezione, San Gioacchino e San Carlo Borromeo dei Pipernieri). La confraternita scelse questa chiesa per le sue piccole dimensioni che la rendevano adeguata per le condizioni economiche in cui versava e la dedicò a Santa Lucia perché la lavorazione della pietra lavica costituiva un rischio per gli occhi dei quali ella è la santa protettrice.

### L'abbandono
In seguito al terremoto del 1980 ed alla sua chiusura al culto negli anni '80 che ne causò il disuso, iniziò per la chiesetta un lungo e gravissimo periodo di degrado, tanto estremo che ad un certo punto fu praticamente adibita a discarica abusiva ed a causa dei rifiuti e della mancanza di manutenzione divenne pericolante e inaccessibile al pubblico. Tutto questo fece perdere molto interesse per la chiesa che venne quasi completamente dimenticata e rimase chiusa per quasi 35 anni.

### La riapertura
La chiesa venne poi "riscoperta" dall'Associazione Culturale Respiriamo Arte che venne a conoscenza del posto tramite l'acquisto di un antico libro comprato in zona chiamato "Le chiese perdute di Napoli".  
Dal 2016 la chiesa è affidata in comodato d'uso all'associazione, composta da cinque giovani laureati partenopei, che ha l’obiettivo di sottrarla al degrado, non solo ripristinando la sicurezza dei luoghi, rendendola nuovamente fruibile al pubblico, ma valorizzandola come centro di inclusione sociale e nuovo attrattore turistico – culturale. Il progetto è oggetto di una campagna di crowdfunding e i primi fondi raccolti hanno permesso nel giugno 2017 di realizzare dei primi interventi, consistenti in opere provvisionali che hanno eliminato o ridotto i pericoli per la pubblica e privata incolumità e preservato gli elementi decorativi e architettonici dei prospetti. 
La riapertura della chiesa al pubblico è avvenuta il 5 aprile 2019, al termine di alcuni lavori di restauro. 

## Descrizione

### L'esterno

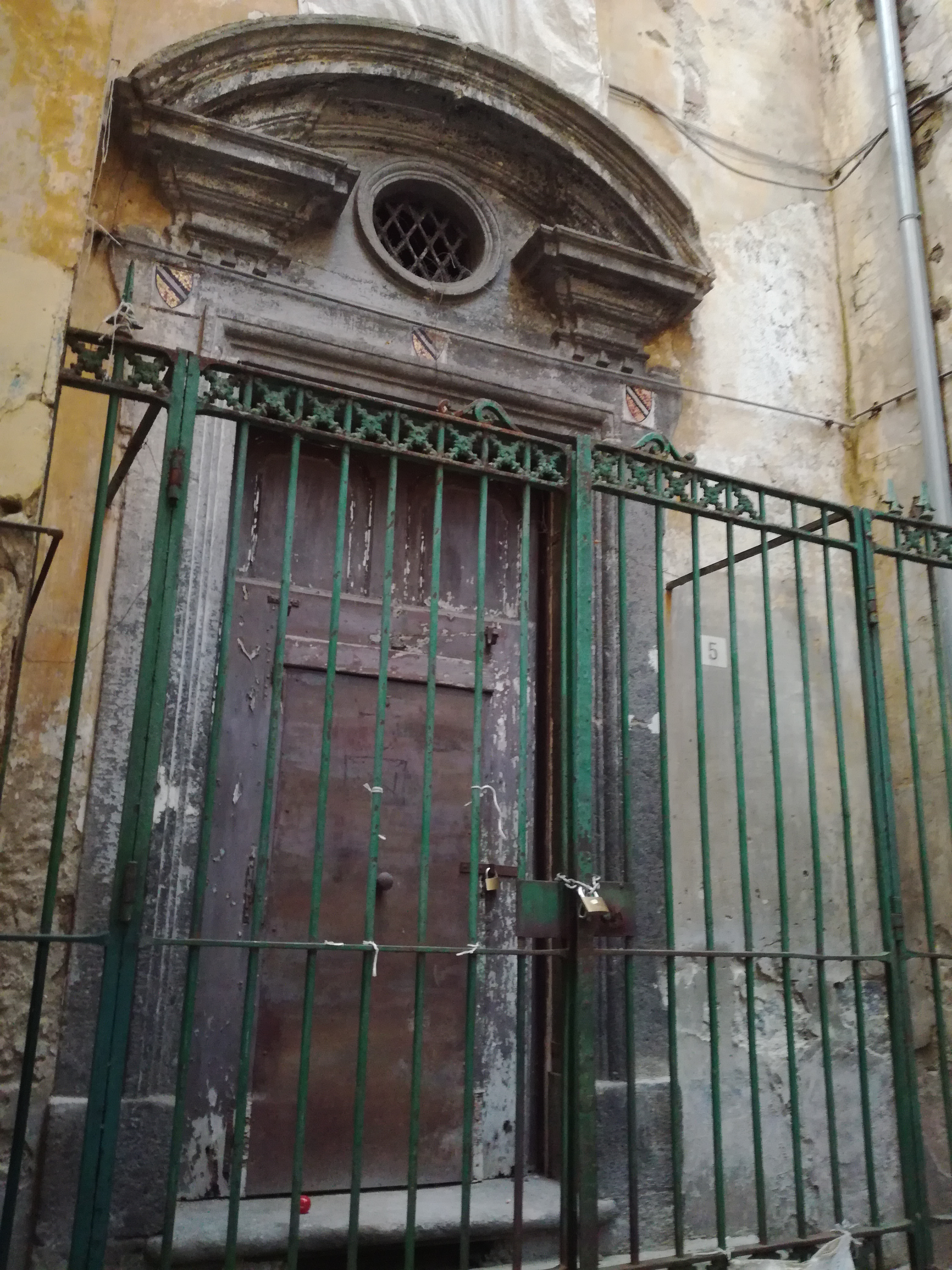
L'ingresso principale.

L'esterno presenta un grande finestrone a disegno gotico, un portale in piperno adornato con due stemmi trecenteschi della famiglia Di Capua e sormontato da una lunetta fatta con lo stesso materiale ed un grande stemma circolare in metallo dorato probabilmente dell'antica arciconfraternita della chiesa. Al di sopra dell'ingresso secondario vi è un piccolo campanile le cui campane sono di diverse dimensioni (la più grande è dedicata all'Immacolata, la più piccola a Santa Luciella).

### L'interno

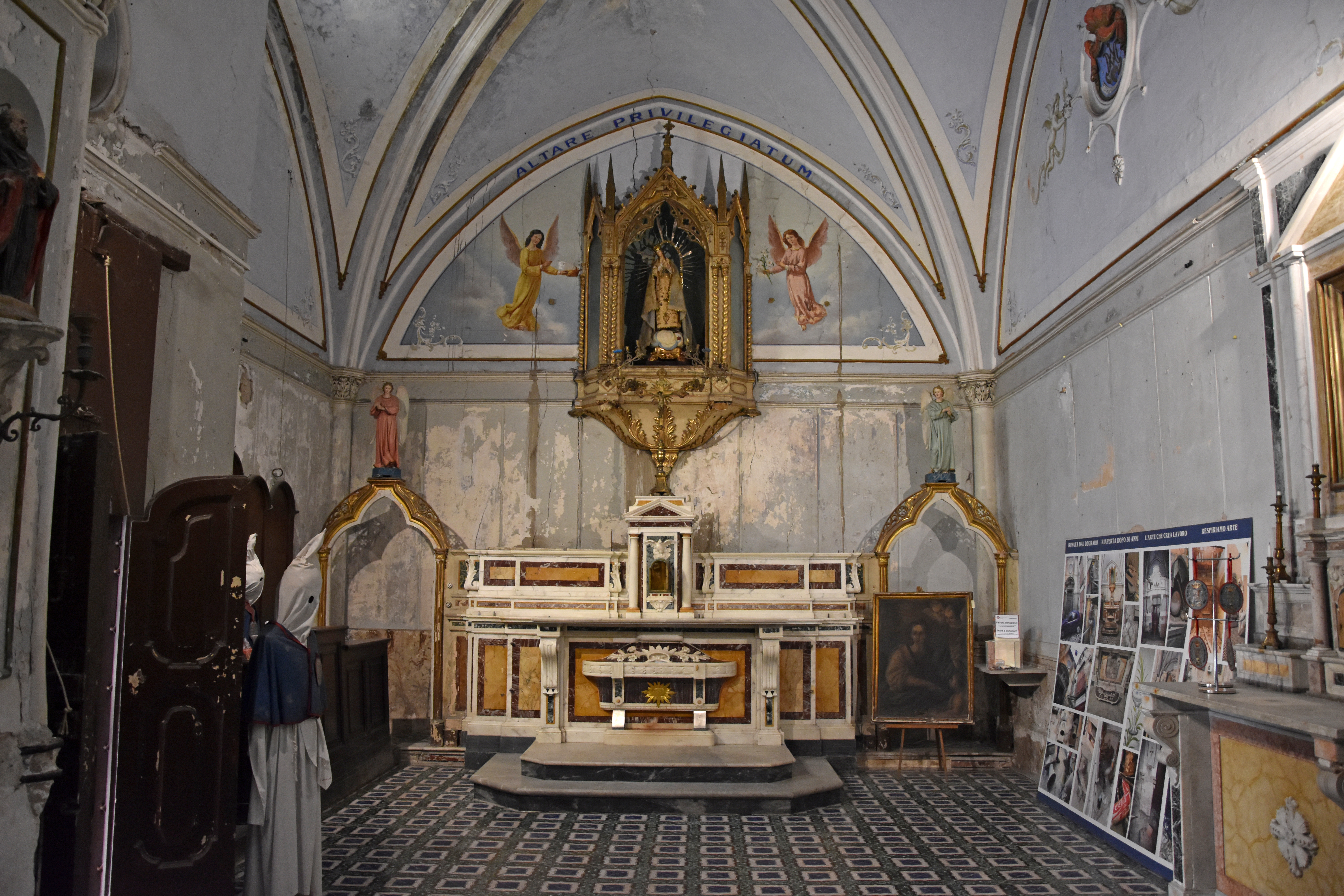
L'interno e l'altare maggiore.

L'interno, di ridotte dimensioni, è composto da una navata rettangolare. Ha un altare maggiore ed altri due altari più piccoli (di cui uno in una piccola cappella dedicata proprio a Santa Lucia), un coro ligneo sopraelevato che sorregge un organo settecentesco. Il pavimento maiolicato è fatto di piastrelle, i cui colori prevalenti sono il verde, il bianco ed il blu.   
All'interno della struttura sono presenti anche dei manichini che espongono le uniformi col cappuccio dell'arciconfraternita risalenti al tardo '700 e ritrovati tra i rifiuti, lunghi abiti dotati di cappuccio il quale rendeva uguali tutti i membri senza mostrarne le identità e simboleggiava la vergogna per i peccati commessi.

### Il cimitero sotterraneo

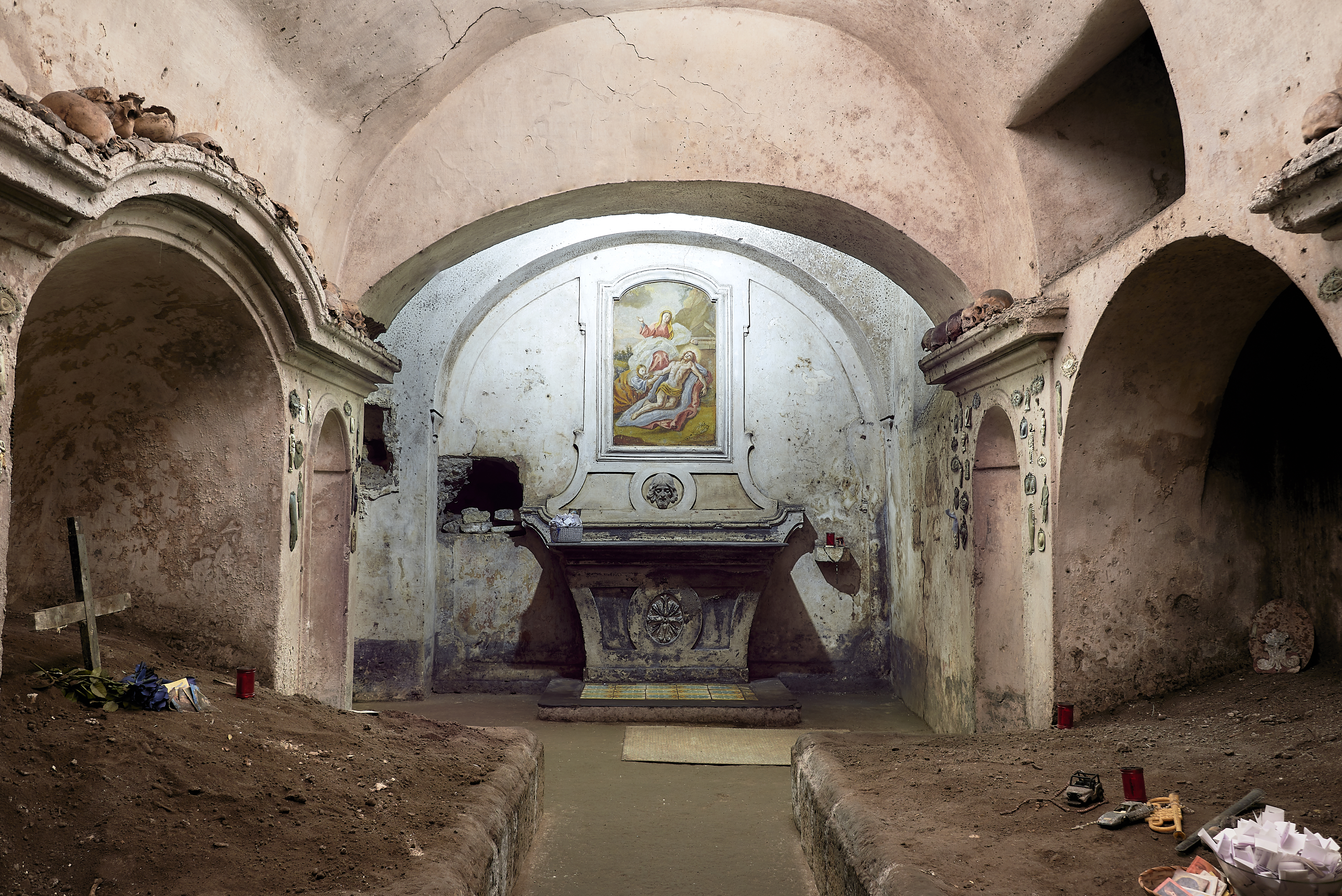
Una foto delle terre sante nel cimitero sotterraneo. C'è anche un affresco settecentesco.

Al di sotto della struttura della chiesa, nell'ipogeo, si trova un cimitero, la zona di sepoltura dei confratelli. Il metodo usato per trattare i corpi destinati alla sepoltura era quello della "scolatura", una pratica che si diffonde a partire dal 1656. I corpi venivano adagiati sulla terra delle "terre sante", le grandi vasche della cripta, e bucati su collo, bacino ed ascelle per drenare i liquidi e consentire l'essiccatura del cadavere più velocemente e venivano poi riesumati ed esposti nelle nicchie per essere visti dai fedeli. Una volta rinsecchiti, i resti del corpo venivano messi nell'ossario, una fossa comune al di sotto del cimitero, ma la testa era tenuta. Il teschio del defunto (chiamato "capuzzella") veniva conservato per poi essere esposto sul cornicione della parete. 

## Il culto delle anime pezzentelle ed il teschio con le orecchie

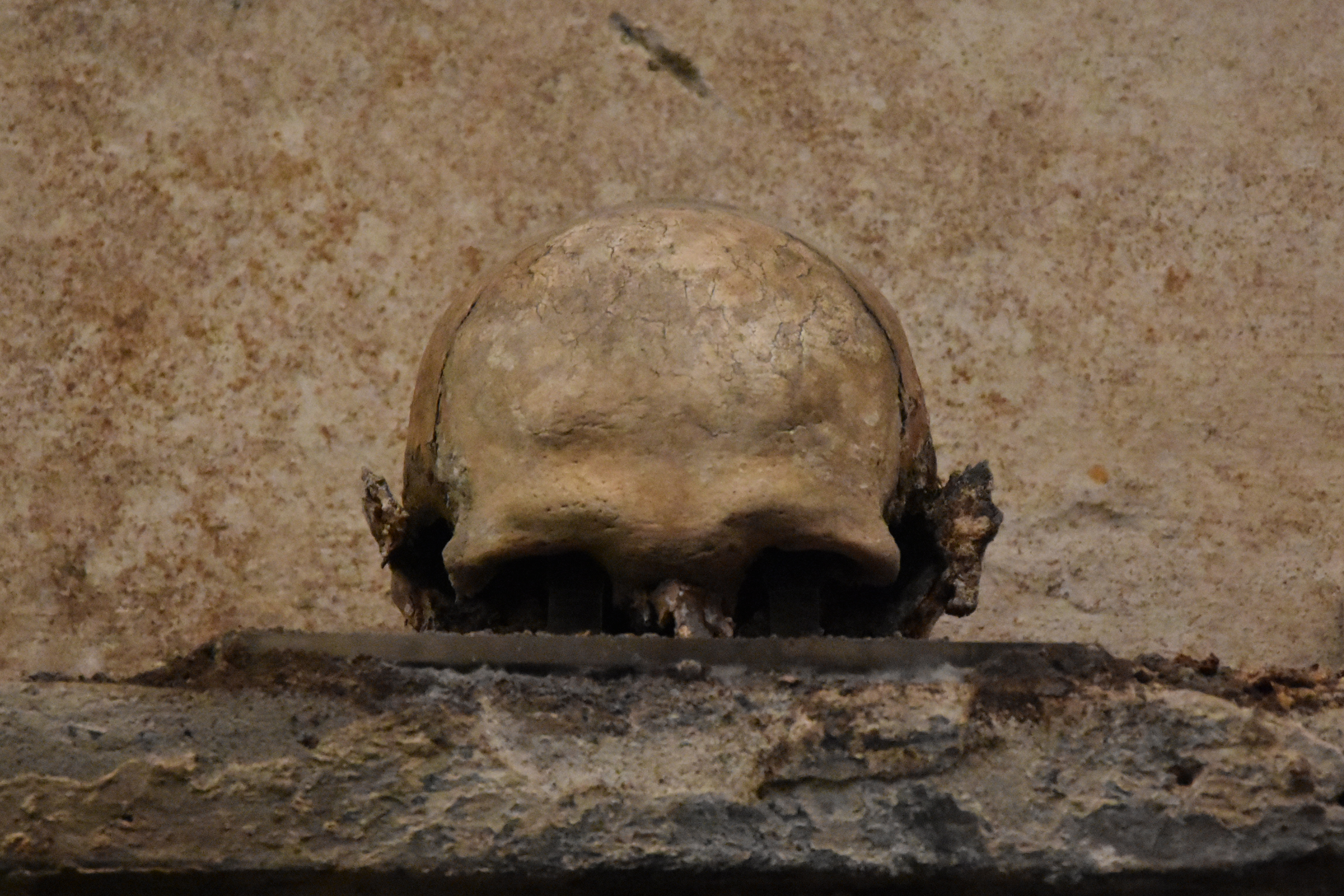
Il teschio con le orecchie.

### L'antica usanza
L'atto di tenere le teste dei morti ha fatto sì che dalla seconda metà del '700 si sviluppasse il culto delle anime pezzentelle (o delle anime del purgatorio), uno dei più importanti di Napoli. L'antica usanza prevedeva che un fedele "adottasse" un teschio prendendosene cura materialmente (per esempio pulendolo) e spiritualmente, pregando per la sua anima affinché potesse lasciare il purgatorio e raggiungere il paradiso. In cambio del loro operato, i fedeli chiedevano una grazia (trovare un marito, un lavoro, ecc.) e qualora il teschio li avesse aiutati sarebbe stato ringraziato con un ex voto appeso al muro, in caso contrario sarebbe stato capovolto. Tra tutti quelli presenti nel cimitero però, un teschio in particolare è più noto degli altri: il teschio con le orecchie. 

### Il teschio con le orecchie
Il teschio con le orecchie è uno dei teschi conservati all'interno della cripta della chiesa, ed è anche una grande attrazione turistica per la zona. Le sue non sono vere e proprie orecchie, si tratta infatti di un cranio che ha subito un rarissimo distaccamento osseo della calotta cranica che normalmente tende a non verificarsi, e soprattutto non in modo così simmetrico. Era considerato dai fedeli un vero e proprio collegamento tra il mondo dei vivi e l'aldilà, proprio perché si pensava che avendo le orecchie sarebbe stato particolarmente propenso all'ascolto delle preghiere che i fedeli sussurravano.